# 渡辺知雄
渡辺 知雄（わたなべ ともお、1883年（明治16年）7月16日 – 1946年（昭和21年）11月29日）は、日本の外交官。静岡県三島市長。

## 経歴
静岡県出身。1907年（明治40年）に早稲田大学政治経済科を卒業し、翌年に外務省に入省した。1912年（明治45年）に外務書記生となり、バンクーバー領事館に勤務した。1917年（大正6年）より中華民国に駐在し、1919年（大正8年）には広州副領事となった。翌年、ロンドン副領事に転任。1922年（大正11年）、ボンベイ（現在のムンバイ）総領事に就任し、1927年（昭和2年）からニューオーリンズ総領事に転じた。1932年（昭和5年）よりハバナ領事となり、さらにマニラ総領事を務めた。
その後、国際学友会常務理事となった。
1945年（昭和20年）には三島市長に選出された。1946年11月、在任中に病のため死去した。

## 著書
- 『自分の観たる印度紡績』（大日本紡績聯合会、1927年）

## 親族
- 渡辺邦男 - 弟[6]。映画監督。